# Helenamausoleum

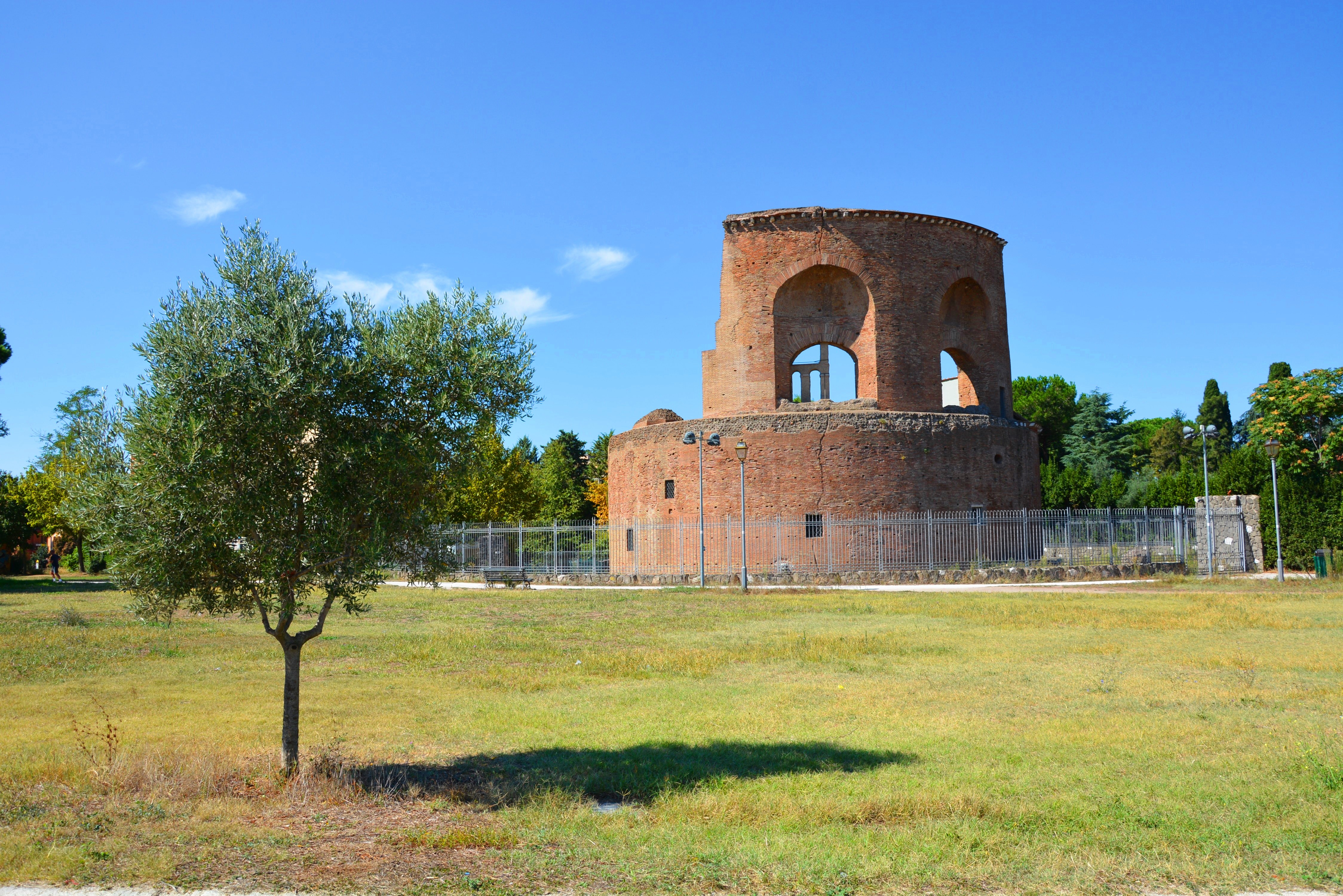
Helenamausoleum

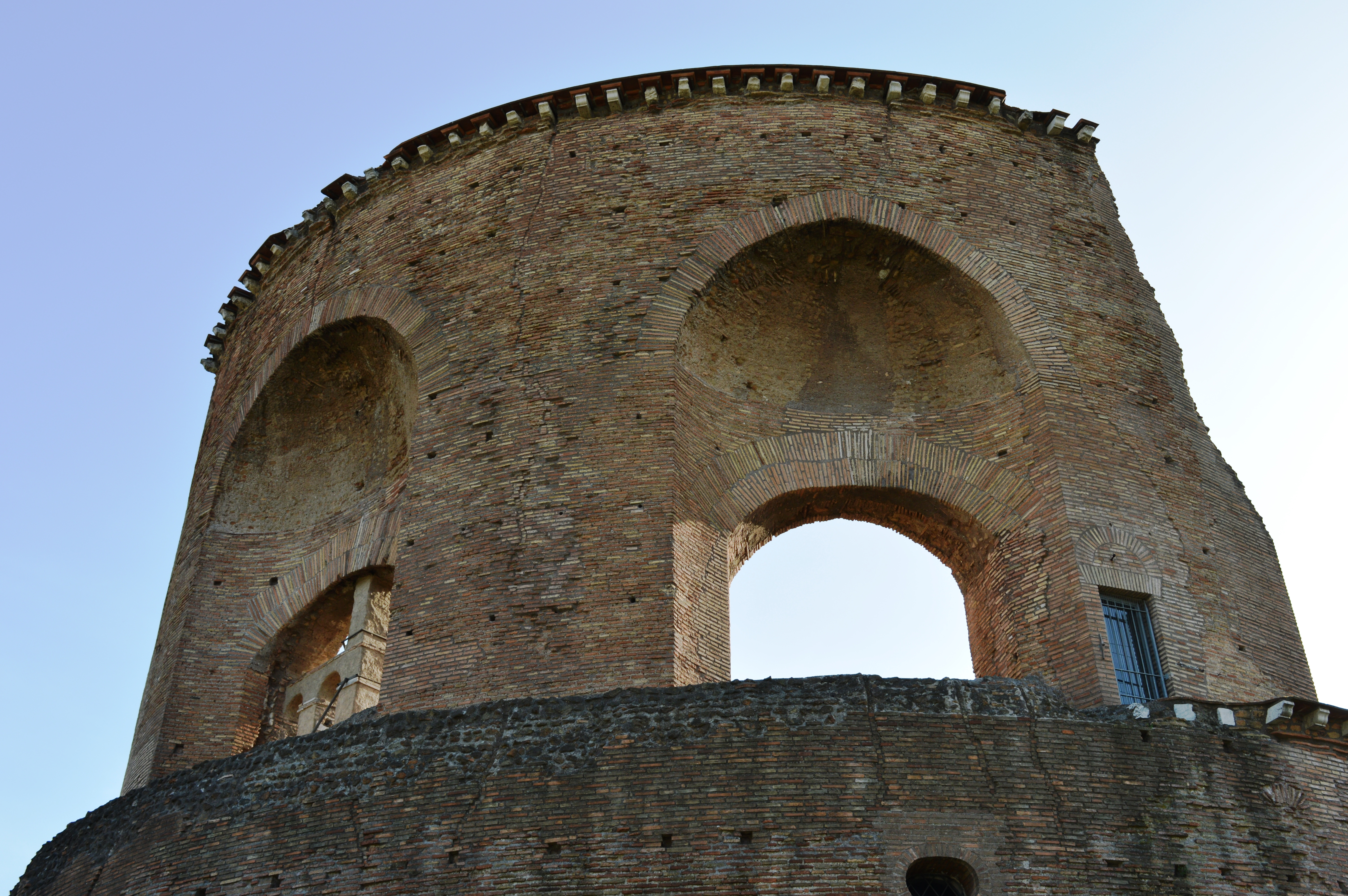
Rundbogenfenster in großen Mauernischen

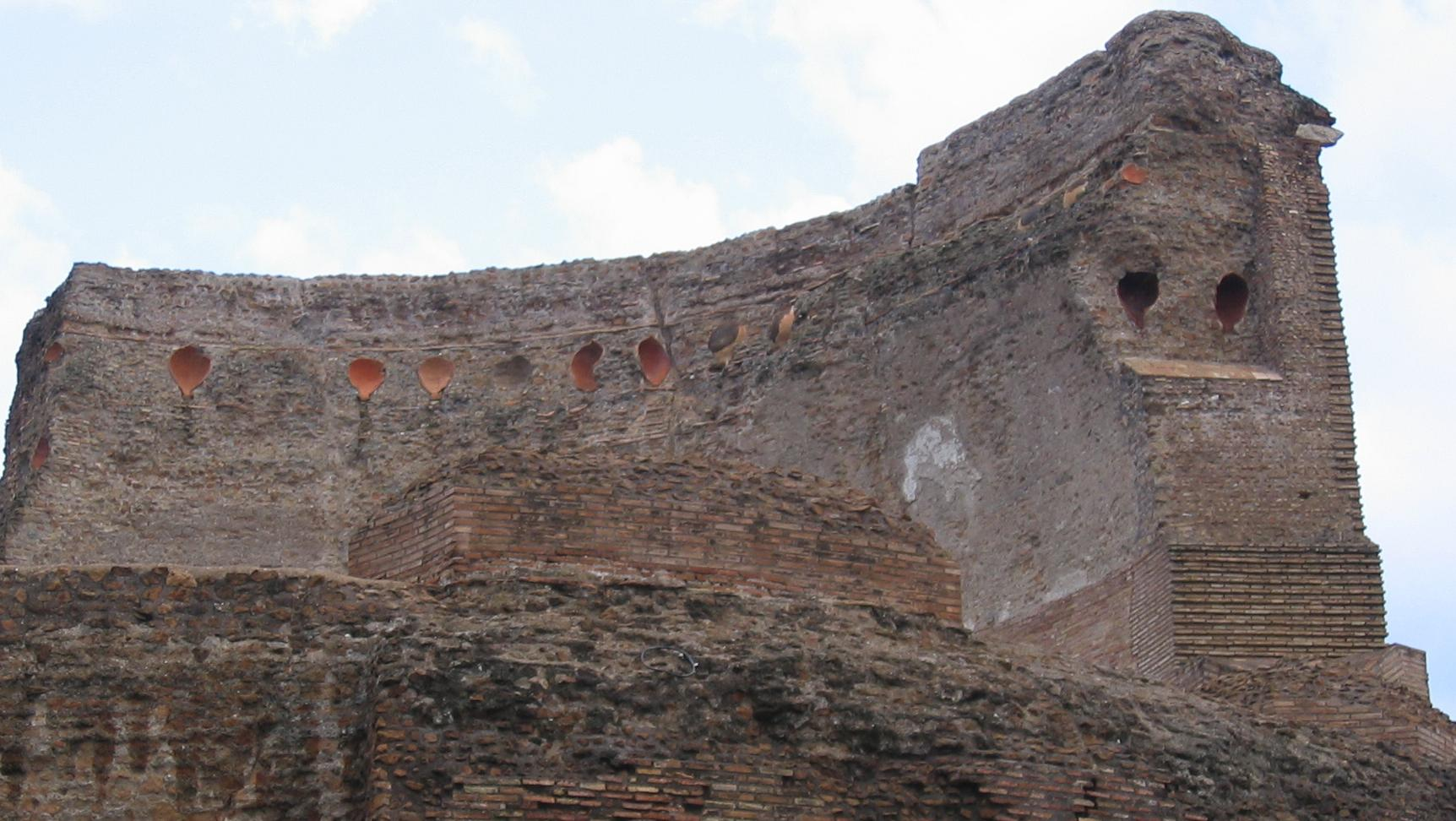
Leere Amphoren im Kuppelansatz

Das Helenamausoleum ist ein spätantikes Grabmonument in Rom an der Via Casilina, der früheren Via Labicana. Es wurde unter Kaiser Konstantin zwischen 326 und 330 errichtet und diente zunächst als Grablege für Helena, die Mutter des Kaisers († um 329).

## Lage
Zum Mausoleum gelangt man von der Via Casilina durch die Via Marcellino. Unmittelbar benachbart befinden sich die Katakombe der Heiligen Marcellinus und Petrus (seit dem 3. Jh.), die Reste der Umgangsbasilika Santi Marcellino e Pietro (um 315) sowie die Pfarrkirche Santi Marcellino e Pietro (von 1751).
Nach antiken Quellen erstreckte sich außerhalb der Aurelianischen Stadtmauer ein großer kaiserlicher Besitz mit Landgut von der Porta Maggiore bis zum dritten Meilenstein der Via Labicana. Dazu gehörte auch das ad duas lauros (‚zu den zwei Lorbeerbäumen‘) genannte Gelände, wo sich der Exerzierplatz und der Friedhof der Equites singulares, einer berittenen kaiserlichen Garde befanden. Zahlreiche, mit Inschriften versehene Grabsteine sind in den später an dieser Stelle errichteten Gebäuden wiederverwendet und bei den 1956 begonnenen Ausgrabungen aufgefunden worden.

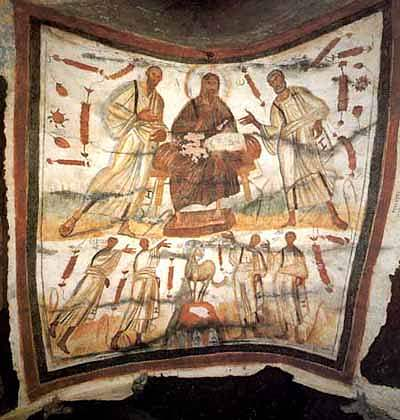
Christus zwischen Petrus und Paulus, darunter die Märtyrer Marcellinus, Petrus, Gorgonius und Tiburtius vor dem Gotteslamm. Wandgemälde in der Katakombe der hll. Marcellinus und Petrus

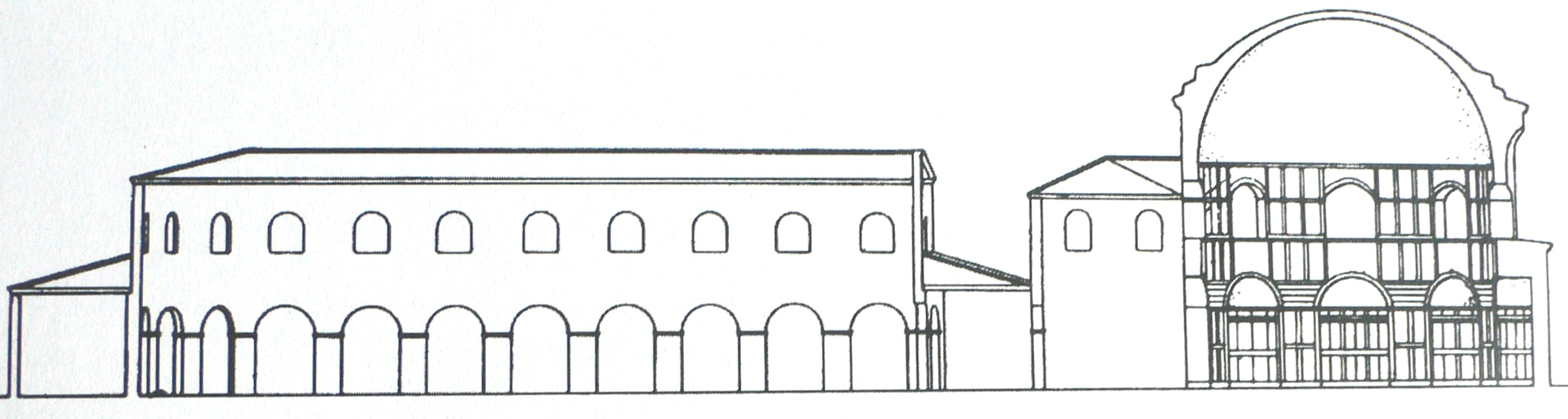
Querschnitt von Umgangsbasilika und Mausoleum

## Geschichte
In unmittelbarer Nähe des Reiterfriedhofs wurde in der zweiten Hälfte des 3. Jahrhunderts eine christliche Katakombe errichtet, in der auch einige Märtyrer bestattet wurden, darunter die besonders verehrten Petrus exorcista und Marcellinus presbyter, nach denen man die Katakombe später benannte.
Nach dem Ende der Christenverfolgung und der konstantinischen Wende hatte Kaiser Konstantin selbst die Initiative ergriffen, erste große Kirchen zu errichten (u. a. die Grabeskirche in Jerusalem und San Giovanni in Laterano in Rom). Um 315 ließ er auch auf dem kaiserlichen Grundstück an der Via Labicana, und zwar genau auf dem bisherigen Friedhofsgelände, eine 65 m lange und 29 m breite Umgangsbasilika zu Ehren der genannten Märtyrer errichten. Die These ist durchaus plausibel, dass Konstantin den vorgefundenen Friedhof zur Errichtung der Basilika bewusst zerstört habe, da die Equites singulares bei der Schlacht an der Milvischen Brücke auf Seiten seines Gegners Maxentius gekämpft hatten. Wohl aus den gleichen Gründen hatte er einige Jahre zuvor auch die Lateranbasilika an der Stelle errichten lassen, wo bis dahin die Kaserne dieser kaiserlichen Leibgarde seines Vorgängers gestanden hatte.
Die Umgangsbasilika diente von Anfang an als Begräbnisstätte; sie war ein überdachter Friedhof (coemeterium subteglatum). Der Wunsch, in der Nähe der in den Katakomben bestatteten Heiligen begraben zu werden, war derart ausgeprägt, dass nahezu der gesamte Boden der Umgangsbasilika mit Gräbern belegt war. Auch die Mitglieder der christlich gewordenen Kaiserfamilie wollten auf ein solches Grab ad sanctos (‚nahe bei den Heiligen‘) nicht verzichten.
In einer zweiten Bauphase wurde um 326 auf Geheiß Konstantins an den Narthex auf der Ostseite der Umgangsbasilika ein großes Rundmausoleum mit Vorhalle angebaut. Auf diese Weise entstand eine enge axiale Verbindung von Sakralbau und Mausoleum mit je einem von Konstantin gestifteten Altar in der Apsis der Basilika und vor dem Sarkophag im Mausoleum; der kaiserliche Grabbau wurde auf diese Weise in die christliche Kirche integriert. „Durch diese architektonische Einbindung von Märtyrerkult und Verehrung des Kaisers hat Konstantin offenbar versucht, die traditionelle Divinisierung des Herrschers, die Erhebung des Kaisers nach dem Tode in den Kreis der Gottheiten, zu ersetzen und damit den traditionellen Kaiserkult, ein wesentliches Element der Verfassung des römischen Staates, zu verchristlichen.“ Diese enge Verbindung von Sakralbau und Mausoleum war bis dahin ohne Vorbild; in vergleichbarer Weise wiederholt wurde sie bei der Verbindung der Umgangsbasilika Sant´Agnese mit dem Mausoleum der Constantina (Tochter Konstantins des Großen), heute bekannt unter dem Namen Santa Costanza in Rom.
Seit Helenas Tod gehörten die Ländereien ad duas lauros der Kirche. Im 8. Jahrhundert diente das Mausoleum als Festung, nachdem durch den Raub der Reliquien der Titelheiligen Marcellinus und Petrus die Umgangsbasilika und auch das Mausoleum ihre Bedeutung verloren hatten. In den folgenden Jahrhunderten wurden beide Komplexe als Steinbruch benutzt und vor allem das Mausoleum seines Marmorschmucks beraubt, so dass heute nur noch eine malerische Ruine von dem alten Glanz zeugt.

## Bau

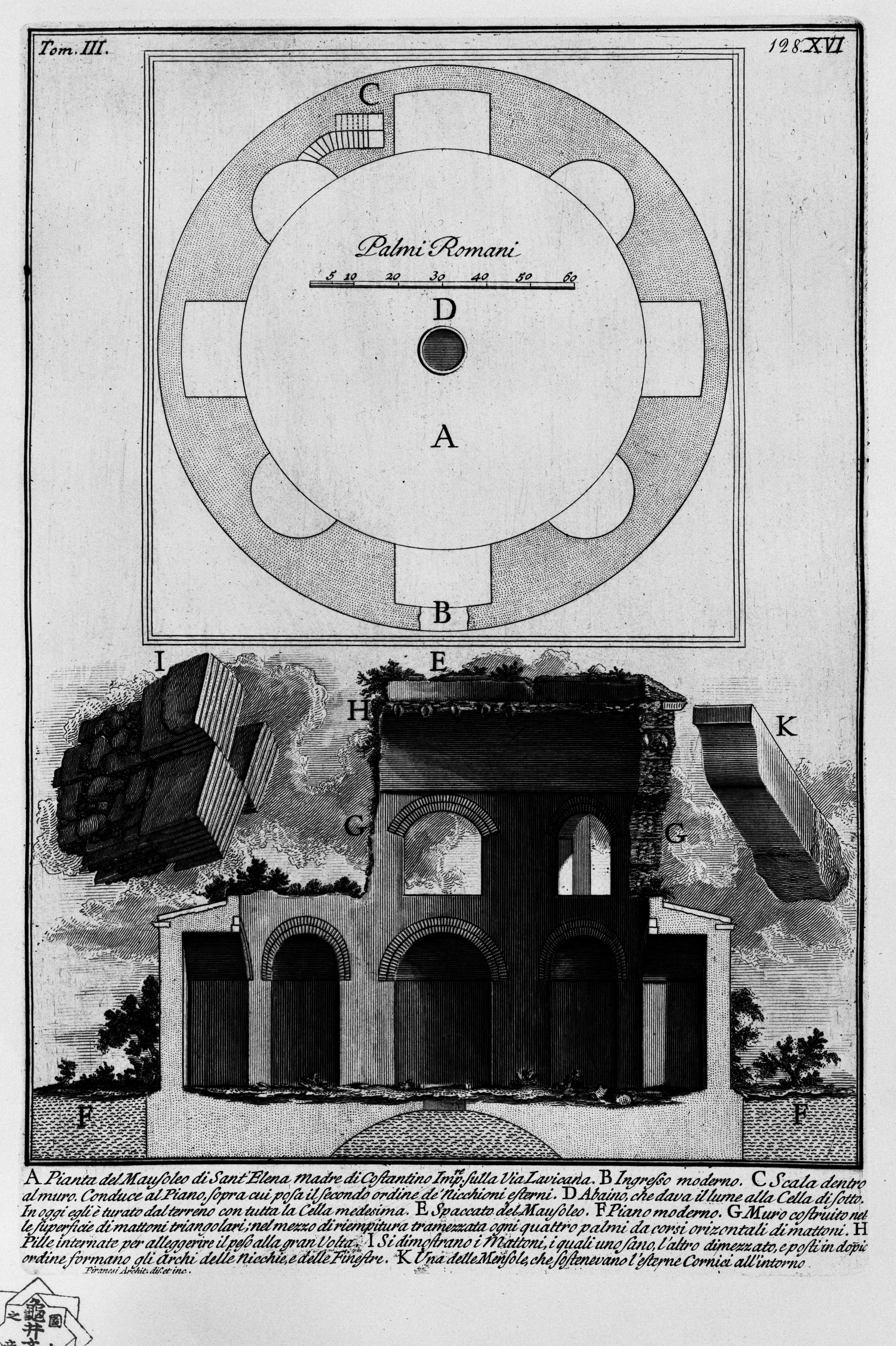
Grundriss und Aufriss des Helenamausoleums mit Erläuterung der Konstruktion. Radierung von Giovanni Battista Piranesi, Rom 1756

Um 326 – nach Vollendung der Umgangsbasilika – wurde auf Veranlassung Konstantins das Mausoleum an den leicht abgeschrägten Narthex der Basilika angebaut. Als Zwischenglied diente eine querrechteckige Vorhalle des Mausoleums. Die Basilika musste nunmehr vom südlichen Seitenschiff aus betreten werden. Die besondere Lage und die stattliche lichte Weite des Rundmausoleums von 20 m im Erdgeschoss verweisen  bereits auf die große Bedeutung der dort bestatteten Person. In die 3,75 m starken Außenmauern waren acht Nischen eingelassen, rechteckig in den Hauptachsen, halbrund in den Diagonalen, wodurch der Innenraum auf Kosten der Mauerstärke erheblich erweitert wurde.
Die Planung des Mausoleums hält sich zwar an die Vorbilder des spätantiken kaiserlichen Rundmausoleums, präsentiert aber in dem zurückgesetzten Obergeschoss neue architektonische Formen. Dort befinden sich sieben, nach außen gerichtete und bis an den Kuppelansatz reichende, abgerundete Nischen mit großen Rundbogenfenstern, die für eine beeindruckende Helligkeit im Inneren gesorgt haben dürften. Darüber wölbte sich eine Kuppel, in deren Auflager leere Amphoren zur Erleichterung des Abbindungsprozesses in die Betonmasse (opus caementitium) eingemauert waren. Diese Amphoren sind im Kuppelansatz noch heute sichtbar. Sie wurden als Tor Pignattara (‚Topfturm‘) namengebend für diese Bauweise und auch für das römische Stadtviertel, in dem das Helenamausoleum liegt.
Geringe Spuren lassen darauf schließen, dass der gesamte Bau außen rot verputzt war. Die gesamte Ausstattung soll der Bedeutung dieser kaiserlichen Stiftung entsprochen haben. Im Inneren bedeckten aufwendige Inkrustationen in mehreren Reihen hochrechteckiger Marmorplatten beide Geschosse. Auch der Boden war mit quadratischen Platten (1,80 m Seitenlänge) aus Cipollino-Marmor ausgelegt. Im Gewölbe der Kuppel haben sich Abdrücke von Mosaiksteinen erhalten. Das Motiv des Kuppelmosaiks ist nicht mehr bekannt.

## „Sarkophag der Helena“

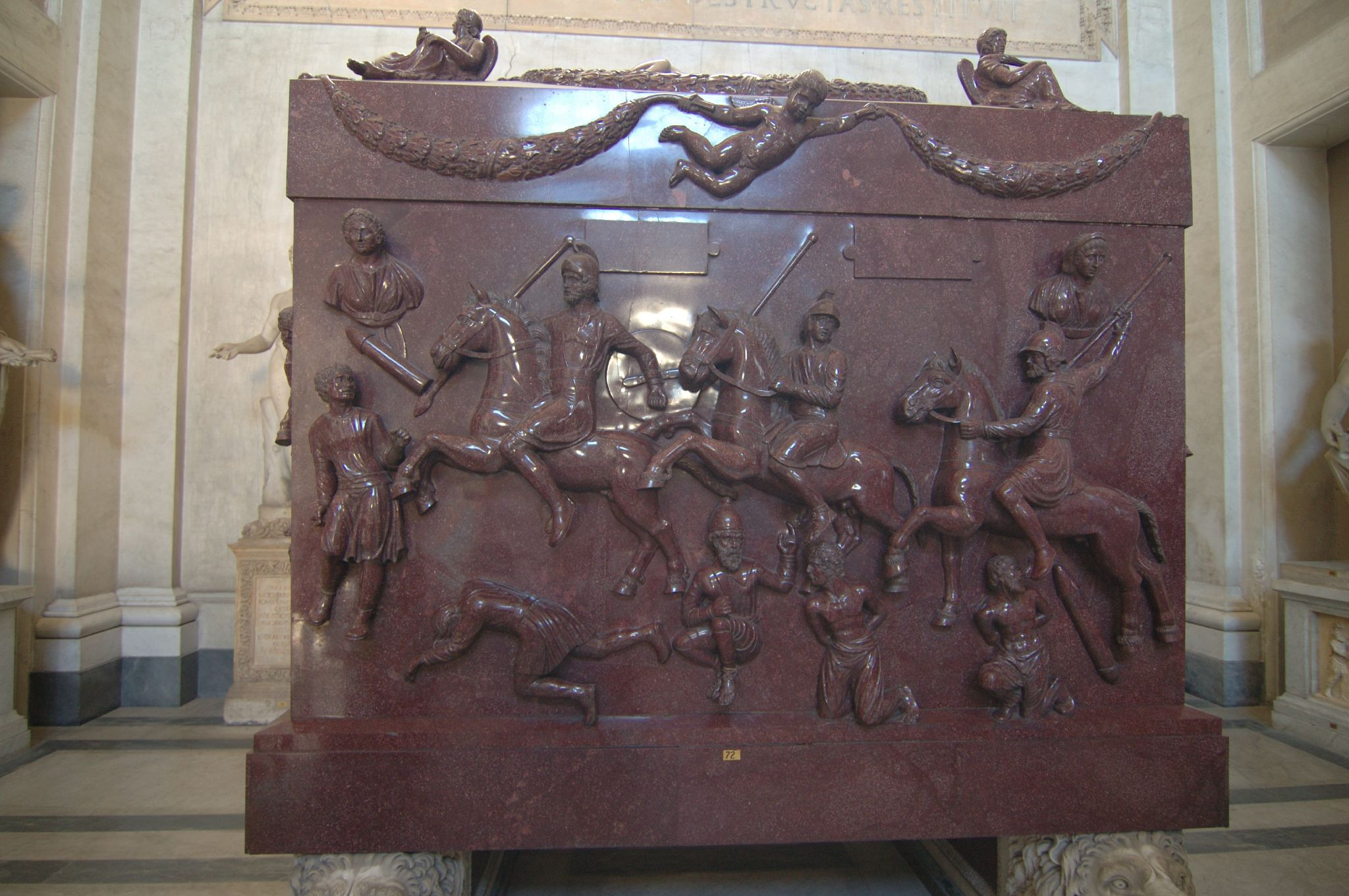
Porphyr-Sarkophag

In der dem Haupteingang des Mausoleums gegenüberliegenden breiteren Hauptnische stand der Sarkophag. Er war aus Porphyr, ringsum mit Schlachtenszenen geschmückt und mit einer Länge von 2,70 m und einer Höhe von 1,80 überaus repräsentativ. Vor allem diese Schlachtenszenen stützen die These, dass Mausoleum und Sarkophag ursprünglich für den Kaiser selbst bestimmt waren, aber aufgrund der Verlegung der kaiserlichen Residenz von Rom nach Konstantinopel nicht mehr benötigt wurden.
Trotz aller Zerstörungen und Umbauten verblieb der Sarkophag bis ins 11. Jahrhundert an seinem Standort. Dann wurde er zunächst in die Lateranbasilika übertragen (zur Aufnahme der Gebeine von Papst Anastasius IV.) und später in die Vatikanischen Museen, wo er sich bis heute befindet.